# Скеріга
Скеріга (рум. Scăriga) — село у повіті Бакеу в Румунії. Входить до складу комуни Лівезь.
Село розташоване на відстані 222 км на північ від Бухареста, 26 км на південний захід від Бакеу, 108 км на південний захід від Ясс, 149 км на північний захід від Галаца, 117 км на північний схід від Брашова.

## Населення
За даними перепису населення 2002 року у селі проживали 554 особи, усі — румуни. Усі жителі села рідною мовою назвали румунську.